# 光明光電
成都光明光電股份有限公司（簡稱光明光電），中國兵器裝備集團旗下公司，位於中国四川省成都市，是在1956年由前身四川成都光學廠成立，現任董事長卢家金，總經理為李小春。
主营生產、設計及銷售光学玻璃、电子玻璃、照明玻璃、贵金属提纯加工。總部位於中国四川省成都市龙泉驿区成龙大道三段359号。

## 外部連結
- 成都光明光電股份有限公司（页面存档备份，存于）